# Bacelarella
Bacelarella är ett släkte av spindlar. Bacelarella ingår i familjen hoppspindlar.
Kladogram enligt Catalogue of Life:
| Bacelarella | \| \| Bacelarella conjugans \| \| \| \| \| \| Bacelarella dracula \| \| \| \| \| \| Bacelarella fradei \| \| \| \| \| \| Bacelarella iactans \| \| \| \| \| \| Bacelarella pavida \| \| \| \| \| \| Bacelarella tanohi \| \| \| \| \| \| Bacelarella tentativa \| \| \| \| |
|             | \| \| Bacelarella conjugans \| \| \| \| \| \| Bacelarella dracula \| \| \| \| \| \| Bacelarella fradei \| \| \| \| \| \| Bacelarella iactans \| \| \| \| \| \| Bacelarella pavida \| \| \| \| \| \| Bacelarella tanohi \| \| \| \| \| \| Bacelarella tentativa \| \| \| \| |
|             | Bacelarella conjugans |
|             | |
|             | Bacelarella dracula |
|             | |
|             | Bacelarella fradei |
|             | |
|             | Bacelarella iactans |
|             | |
|             | Bacelarella pavida |
|             | |
|             | Bacelarella tanohi |
|             | |
|             | Bacelarella tentativa |
|             | |